# Adobe Express
Adobe Express, anteriormente conhecido como Adobe Spark, é uma ferramenta de design gráfico desenvolvida pela Adobe Inc.

## História
O Adobe Express foi lançado em 2015 como Adobe Post, um aplicativo para iOS. Em 2016, o Adobe Spark substituiu o Adobe Post e, em 2021, o aplicativo foi relançado como Adobe Express.
O Adobe Express foi projetado principalmente para escolas e organizações sem fins lucrativos. A partir de setembro de 2023, ele permitiu que os usuários criassem conteúdo de marca, como panfletos e logotipos, postassem conteúdo nas mídias sociais e editassem documentos PDF com a ajuda da tecnologia de inteligência artificial (IA).
Colaboração
Em outubro de 2022, a Adobe anunciou uma colaboração com a Wix para estender os recursos do Adobe Express aos usuários da Wix. A Adobe também fez parcerias com várias organizações e empresas, incluindo Etsy, Meta e Mastercard.
Em maio de 2022, a cantora americana GAYLE lançou uma campanha em parceria com a Adobe GAYLExAdobe convidando os fãs a usarem e compartilharem modelos visuais criados com o Adobe Express.
Em maio de 2023, o Google fez uma parceria com a Adobe para permitir que os usuários do Bard gerassem imagens por meio do Adobe Firefly e depois realizassem mudanças usando o Express.